# قائمة حلقات ماكس ستيل (مسلسل 2013)
هذه هي قائمة حلقات مسلسل الرسوم المتحركة الأمريكي الكندي ماكس ستيل (مسلسل 2013) من إنتاج شركة مايتل وهي رابع مسلسلات سلسلة ماكس ستيل، بدأ عرضه في 25 مارس سنة 2013 على قناة ديزني اكس دي.

## لمحة عامة
| رقم الموسم | عدد الحلقات | تاريخ بداية البث | تاريخ نهاية البث | قناة العرض   |
| ---------- | ----------- | ---------------- | ---------------- | ------------ |
| 1          | 26          | 25 مارس 2013     | 07 ديسمبر 2013   | ديزني إكس دي |
| 2          | 26          | 15 اغسطس 2014    | 06 ديسمبر 2014   | نتفليكس      |

## الحلقات

### الموسم 1 (2013)
| رقم الحلقة | اسم الحلقة                    | تاريخ بداية البث |
| ---------- | ----------------------------- | ---------------- |
| 1          | معا (الجزء الأول)             | 25 مارس 2013     |
| 2          | معا (الجزء الثاني)            | 26 مارس 2013     |
| 3          | معا (الجزء الثالث)            | 27 مارس 2013     |
| 4          | تنظيف المنزل                  | 6 أبريل 2013     |
| 5          | أزمة الهوية السرية            | 13 أبريل 2013    |
| 6          | هجمات كايترو                  | 20 أبريل 2013    |
| 7          | الماء العسر                   | 27 أبريل 2013    |
| 8          | التشويق من المطاردة           | 22 يونيو 2013    |
| 9          | عنان اكسترويار                | 29 يونيو 2013    |
| 10         | يحيا السيف                    | 6 يوليو 2013     |
| 11         | الهوس الشديد                  | 13 يوليو 2013    |
| 12         | أين هو العم سام               | 20 يوليو 2013    |
| 13         | عناصر المفاجأة (الجزء الأول)  | 17 أغسطس 2013    |
| 14         | عناصر المفاجأة (الجزء الثاني) | 24 أغسطس 2013    |